# 13691 Akie
13691 Akie è un asteroide della fascia principale. Scoperto nel 1997, presenta un'orbita caratterizzata da un semiasse maggiore pari a 2,5689750 UA e da un'eccentricità di 0,1028170, inclinata di 12,32464° rispetto all'eclittica.